# María Isabel Peralta
María Isabel Peralta (Paihuano, 20 de noviembre de 1904-Concepción, 19 de junio de 1926) fue una poeta chilena.

## Biografía

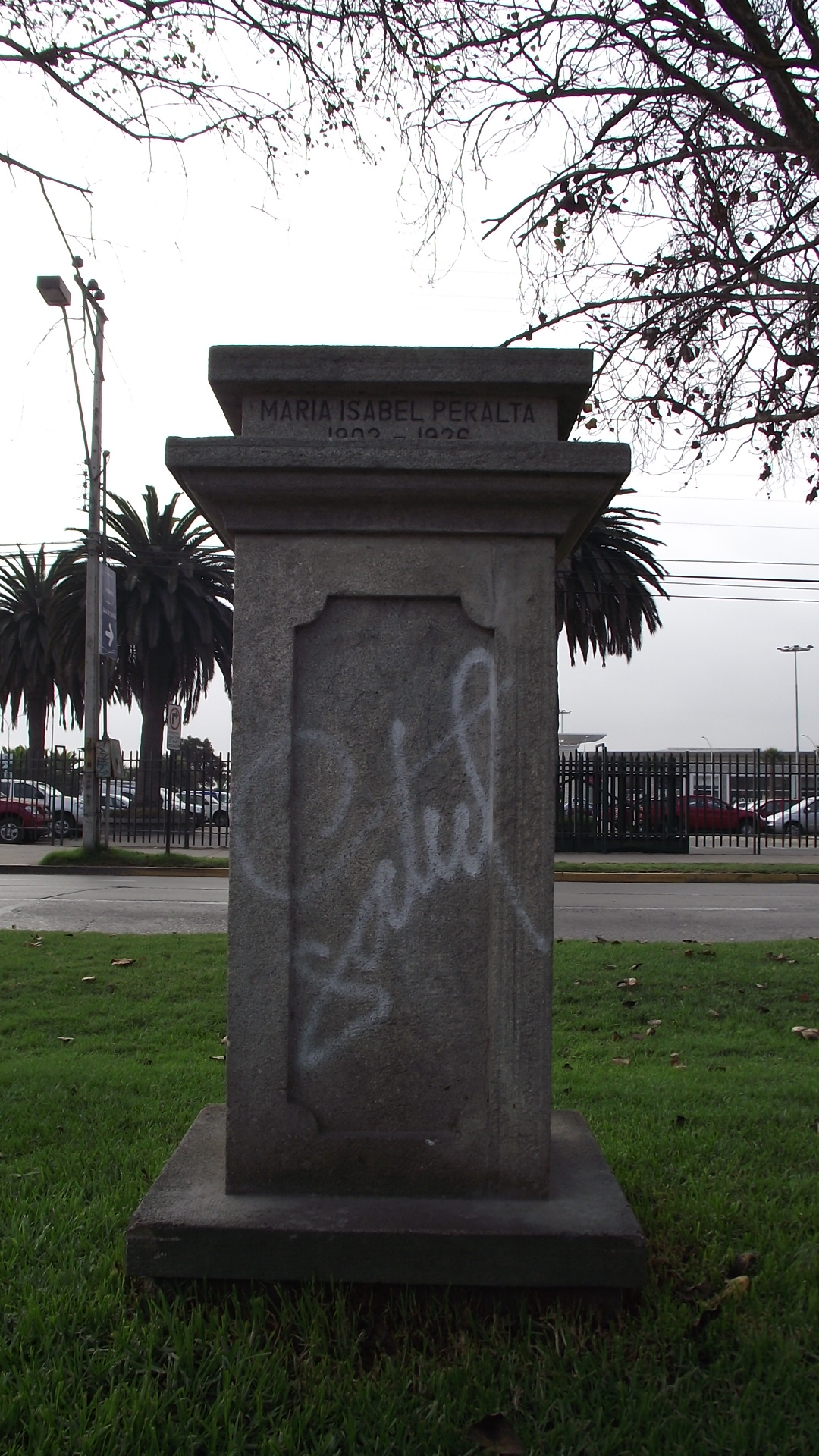
Monolito en homenaje a María Isabel Peralta en la avenida Francisco de Aguirre de La Serena.

Fue la menor de siete hermanos, realizando sus estudios en varias escuelas de Coquimbo y posteriormente estudiando Humanidades en el Liceo de Niñas de La Serena, en donde se encargó de la publicación de la revista Fénix junto a Isolina Barraza y Carmela Rojas.
Algunas de sus creaciones fueron publicadas en periódicos de la zona, como por ejemplo el diario La Alianza. En 1924 obtuvo un premio en los Juegos Florales de Coquimbo. Entre las principales temáticas desarrolladas en sus poesías estaba el tema de la muerte y su vida en el valle del Elqui.
En noviembre de 1925 se trasladó a Concepción a visitar a una hermana. Antes de ello estuvo en Santiago, en donde fueron publicadas algunas de sus poesías en la revista Zig-Zag. En junio de 1926 se hospitalizó para operarse de apendicitis, la cual derivó en una peritonitis, falleciendo el 19 de dicho mes.
La poeta Gabriela Mistral elogió sus textos y escribió el prólogo de su única obra publicada, Caravana parda, la cual fue editada de manera póstuma en 1933 por su albacea, Miguel Munizaga Iribarren.

## Obras publicadas
- Caravana parda (1933, obra póstuma).